# بازوچه

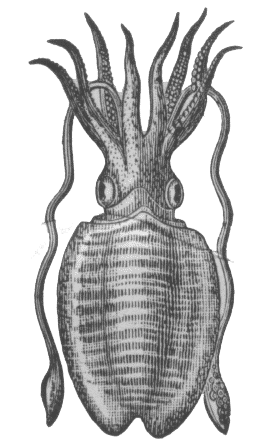
سپیداج با ۲ شاخک و ۸ بازو

در جانورشناسی، شاخک یا دواله یا بازوچه (به انگلیسی: Tentacle) عضوی انعطاف‌پذیر، متحرک و کشیده است که در برخی از گونه‌های جانوران، و بیشتر بی‌مهرگان وجود دارد. در آناتومی جانوری، شاخک‌ها معمولاً یک یا چند جفت هستند. از نظر آناتومی، شاخک‌های جانوران عمدتاً مانند آب‌ایستاهای عضلانی عمل می‌کنند. بیشتر اشکال شاخک‌ها برای گرفتن و تغذیه استفاده می‌شود. بسیاری از آن‌ها اندام‌های حسی هستند که به‌طور متفاوتی پذیرای لمس، بینایی، یا بو یا مزه غذاها یا تهدیدهای خاص هستند. نمونه‌هایی از این شاخک‌ها ساقه چشم انواع حلزون‌ها هستند. برخی از انواع شاخک‌ها هم عملکرد حسی و هم عملکرد دستی دارند.
شاخک شبیه به مژک است، اما مژک عضوی است که معمولاً بدون قدرت، اندازه، انعطاف‌پذیری یا حساسیت شاخک است. ملوانک مژک دارد اما ماهی مرکب شاخک دارد.

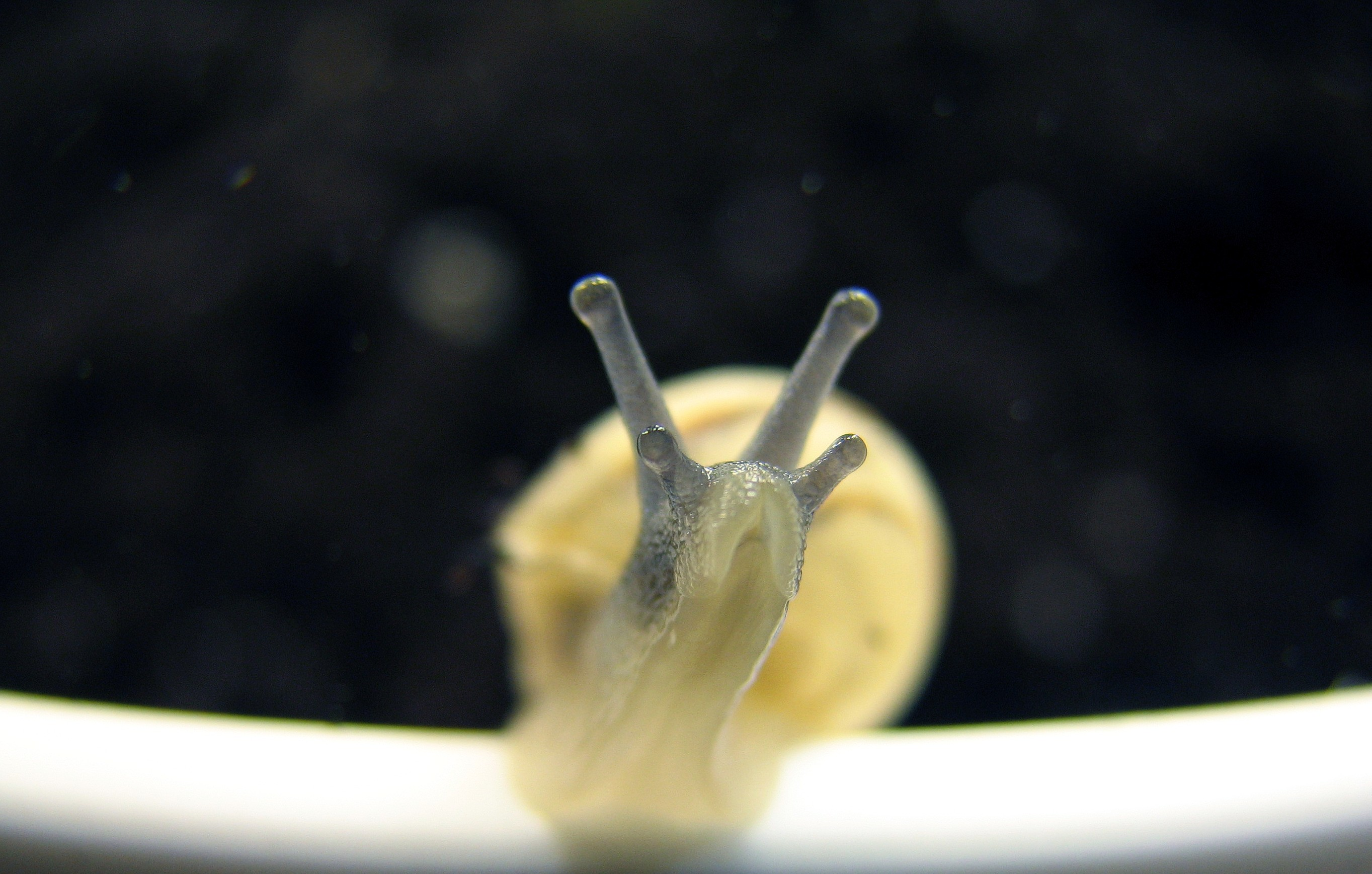
نمای جلو از مجموعه‌های بالایی و پایینی شاخک‌های حلزون زمینی

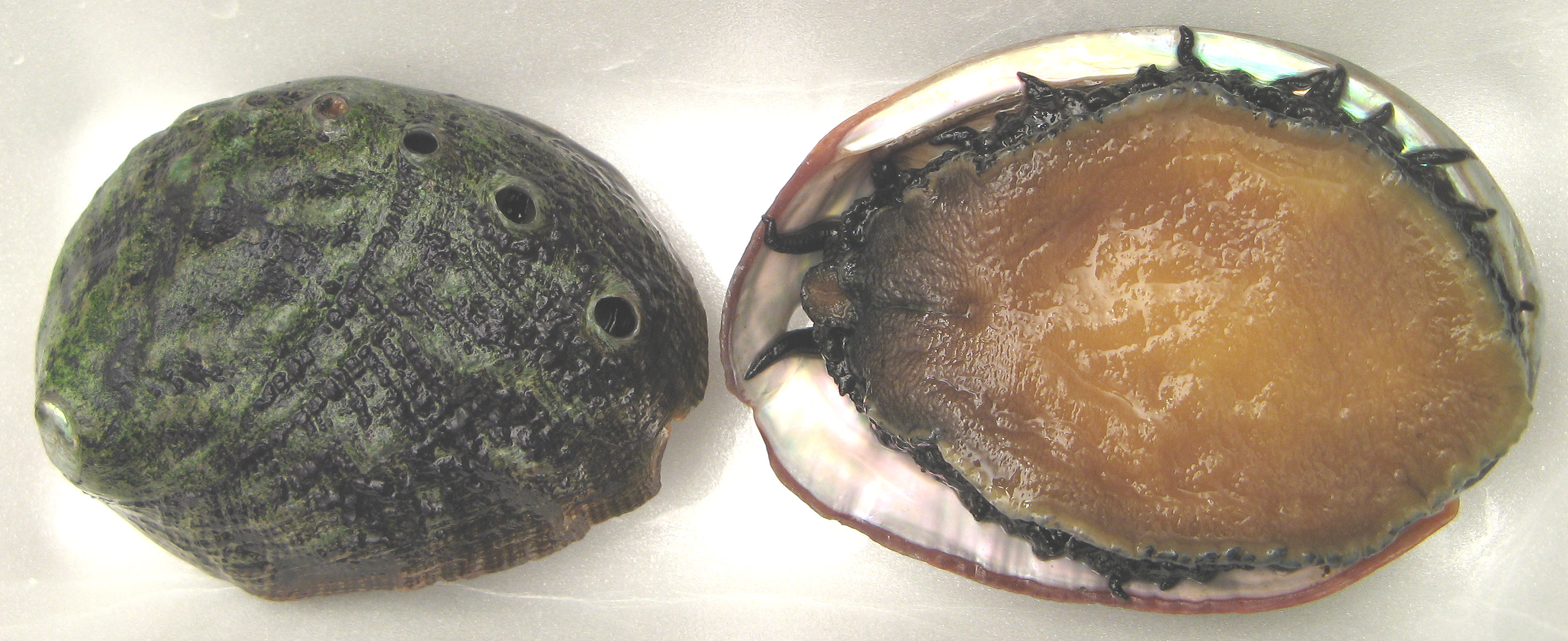
ابلونی با شاخک‌های رنگی

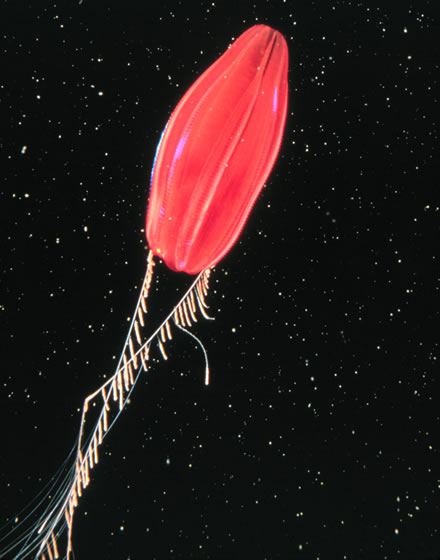
شاخک‌های دنباله‌دار شانه‌دار در اعماق دریا که با شاخک پوشیده شده‌اند